# アルフォンソ・パストール
アルフォンソ・パストール・バカス（Alfonso Pastor Vacas、2000年10月4日 - ）は、スペイン・アンダルシア州ブハランセ出身のサッカー選手。レバンテUD所属。ポジションはGK。

## クラブ経歴
2013年にセビージャFCのカンテラに入団し、2018-19シーズンにBチームデビューを果たした。2020年12月3日、UEFAチャンピオンズリーグのチェルシーFC戦にて正守護神ボノ、第2GKであるトマーシュ・ヴァツリークらが欠場したため、出番をもらってトップチームデビューを果たした。
2024年1月17日、レバンテUDに移籍した。